# Acid breaks
Pour les articles homonymes, voir Acid.
L'acid breaks est un genre de musique électronique dérivé du breakbeat. Il se caractérise par le son acid typique du synthétiseur Roland TB-303, et les motifs rythmiques du breakbeat, notamment l'absence de la ligne de basse caractéristique de la techno.
Le premier morceau sorti dans ce style serait l'Acid Break de Zak Baney, en 1987.